# Suk al-Gharb
Suk al-Gharb (arab: سوق الغرب , czyli "suk zachodni") – miejscowość w Libanie, w dystrykcie Alajh. W okresie wojny domowej w Libanie strategicznie położony Suk al-Gharb był terenem zaciętych walk wojsk libańskich pod dowództwem gen. Michela Aouna z druzami (podczas "wojny górskiej" w 1983) oraz Syryjczykami (w 1989).